# 21 Air
21 Air, LLC es una aerolínea de carga de los Estados Unidos con sede en Greensboro, Carolina del Norte . La aerolínea opera vuelos chárter ACMI con una flota de Boeing 767 . 21 Air opera con pleno cumplimiento según las regulaciones de aviación comercial  establecidas. La aerolínea no sólo ha sido autorizada para realizar transporte aéreo interestatal y extranjero de bienes y correo, utilizando aviones Boeing 767, sino también para operar servicios regulares de carga entre los Estados Unidos de América, México y Centroamérica.

## Historia
21 Air se fundó el 25 de febrero de 2014 como una aerolínea virtual que opera bajo el certificado de operador aéreo de Eastern Airlines, LLC.

## Destinos
La aerolínea opera vuelos regulares dentro del territorio estadounidense y México, también opera vuelos chárter a otros destinos en Centroamérica como Guatemala y Costa Rica.

## Flota

### Flota actual

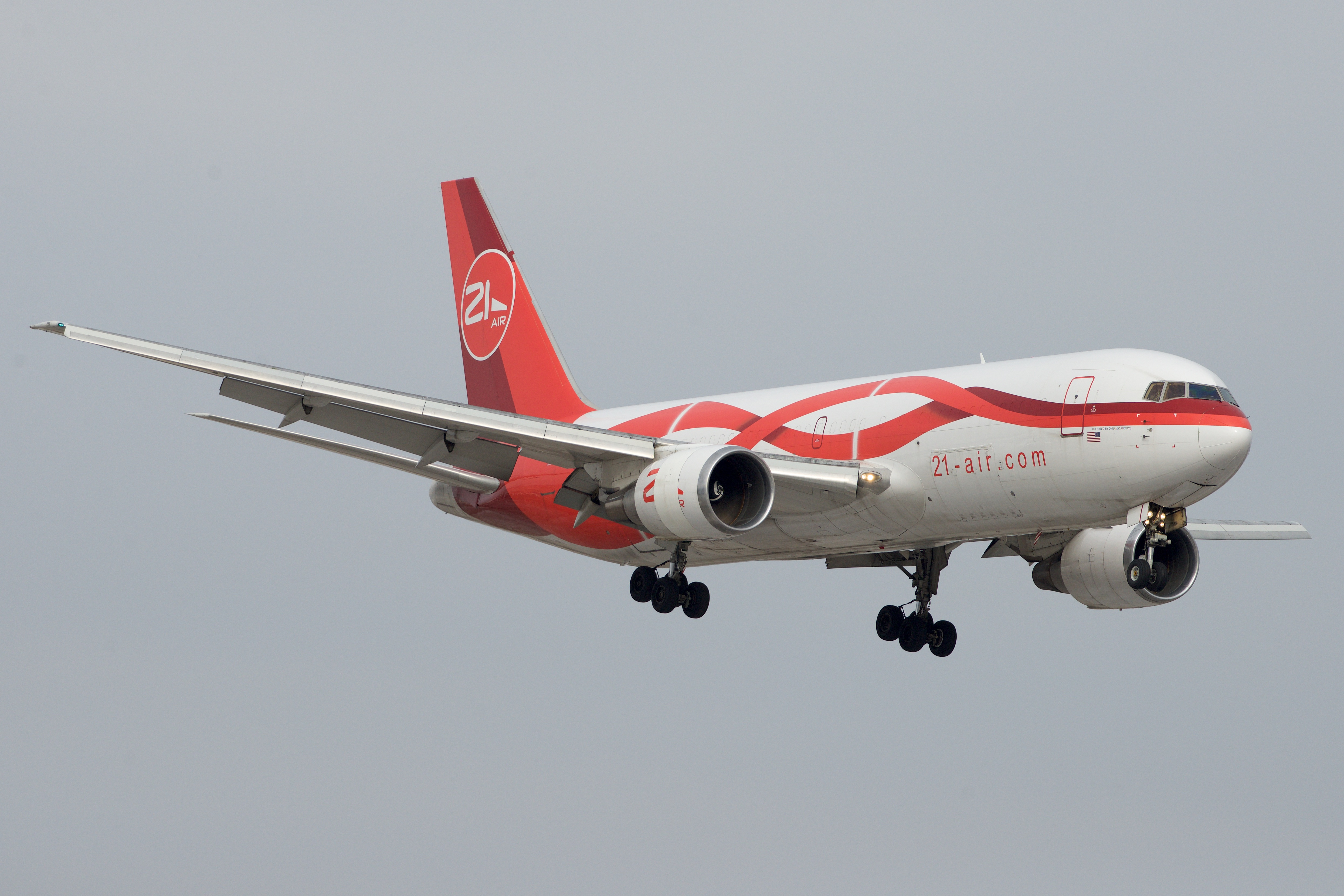
Un Boeing 767-200 de 21 Air aproximándose al Aeropuerto Internacional Toronto Pearson en 2016

La flota de 21 Air se compone de los siguientes aviones:
| Aeronave              | En servicio | Pedidos | Notas                                      |
| --------------------- | ----------- | ------- | ------------------------------------------ |
| Boeing 767-200BDSF    | 1           | —       | Operando para DHL                          |
| Boeing 767-200ER/BDSF | 2           | —       |                                            |
| Boeing 767-300ER/BCF  | 3           | —       | Operando para LATAM Cargo Colombia         |
| Boeing 767-300ER/BDSF | 2           | —       | Alquilado a Kalitta Air, operando para DHL |
| Total                 | 8           | —       |                                            |

### Antigua flota
- 1 Airbus A330-200 : utilizado como carguero auxiliar en régimen de subservicio.[11]
- 1 Boeing 747-400BCF